# Carl Müller (Jurist)
Johann Carl Heinrich Müller, auch Carl Heinrich Müller (* 30. Juni 1794 in Penzlin; † 8. September 1857 in Neubrandenburg) war ein deutscher Jurist und Richter.

## Leben
Carl Müller war ein jüngerer Sohn des Penzliner Pastors Ludwig Müller (1754–1816) und dessen Frau Anna Regina, geb. Pfuhl (1767–1845), Apothekertochter von dort. Der Jurist, Neubrandenburger Bürgermeister und Hofrat Friedrich (Andreas) Müller, der Vater von Luise Mühlbach, war sein Bruder. Eine Schwester heiratete den Advokaten und Hofrat Bernhard Funk (1781–1842), zwei andere nacheinander den Neustrelitzer Hofarzt Theodor Kortüm.
Carl Müller begann 1812 sein Studium der Rechtswissenschaften an der Universität Jena und wurde dort Mitglied der Corpslandsmannschaft Vandalia Jena. Er war 1813 bis 1815 Teilnehmer der Befreiungskriege, zunächst als Freiwilliger bei den Lützower Jägern, dann als Leutnant im Infanterie-Regiment Nr. 25. 1815 wurde er in Jena Mitglied der Urburschenschaft und war 1817/1818 einer ihrer Vorsteher. Gemeinsam mit Gottlieb Nagel  löste er ein Gottlieb Schnelle gegebenes Versprechen ein und nagelte 1816 dessen Degen (später als Schwert bezeichnet) an die Eiche am Grab Theodor Körners in Wöbbelin. Müller nahm im Oktober 1817 am Wartburgfest teil. Mit Heinrich Riemann verfasste er die liberalen Grundsätze und Beschlüsse des 18. Oktobers. Carl Müller wurde 1818 an der Universität Jena zum Dr. iur. utr. promoviert.
Nach Mecklenburg zurückgekehrt, wurde er 1820 in der Demagogenverfolgung von den Sicherheitsbehörden mehrfach verhört. Er wurde zunächst Advokat, dann 1824 Gerichtsverwalter in Woldegk und Justizbeamter im Domänenamt Feldberg. Ab 1832 war er Stadtrichter in Neubrandenburg und wurde zum Großherzoglich mecklenburg-strelitzschen Hofrat ernannt.

## Schriften
- De praescriptione criminali principiis processus inquisitorii repugnante, Frommann und Wesselhoeft, Ienae 1818 (Dissertation)
- Beitrag zu der im Stargard'schen Kreise des Großherzogthums Mecklenburg-Strelitz geltenden ehelichen Gütergemeinschaft, 1852